# Arena Carioca 2
L'Arena Carioca 2 è un impianto sportivo polivalente indoor costruito a Barra da Tijuca, all'interno del parco olimpico di Rio de Janeiro, in occasione dei Giochi Olimpici del 2016. L'impianto ha una capienza di 10 000 persone.

## Storia
La costruzione della struttura è iniziata nel 2013, sul sito dell'ex Circuito di Jacarepaguá ed è stata inaugurata il 14 maggio 2016 con una cerimonia a cui hanno preso parte il ministro dello sport Leonardo Picciani, il sindaco di Rio de Janeiro Eduardo Paes e il presidente del Comitato Olimpico del Brasile Carlos Arthur Nuzman.
L'impianto, nello specifico, ha ospitato le gare di judo e lotta dei Giochi della XXXI Olimpiade e le gare di boccia dei XV Giochi paralimpici estivi. Al termine dei giochi, la struttura sarà integrata, insieme ad altre del parco olimpico di Barra da Tijuca, nel nuovo Centro Olímpico de Treinamento.